# Mehmet Sözer
Mehmet Sözer (* 1991 in Wien) ist ein österreichischer Schauspieler.

## Leben
Sözer ist Österreicher mit türkischer Herkunft; er wuchs mit Türkisch als Muttersprache auf. Er absolvierte von 2010 bis 2014 sein Schauspielstudium an der Hochschule für Schauspielkunst „Ernst Busch“ in Berlin. Während seiner Ausbildung spielte er bereits erste Rollen an der Volksbühne am Rosa-Luxemburg-Platz (2012; als Schabrin/Bobynitzin in Die fremde Frau und der Ehemann unter dem Bett, nach Fjodor M. Dostojewski, Regie: Axel Wandtke) und am bat-Studiotheater (2013; als K. in Das Schloß). 2013 erhielt er als Co-Hauptdarsteller in Die fremde Frau und der Ehemann unter dem Bett den Ensemble-Preis beim Theatertreffen Deutschsprachiger Schauspielstudierender.
Seit der Spielzeit 2014/15 ist er festes Ensemblemitglied am Münchner Volkstheater. Dort spielte er bisher u. a. Kruk in Ghetto von Joshua Sobol (Regie: Christian Stückl), Andres in Woyzeck (Premiere: Oktober 2014, Regie: Abdullah Kenan Karaca), Al-Hafi in Nathan der Weise (Premiere: Januar 2015, Regie: Christian Stückl) und Sebastian in Der Sturm (Premiere: Oktober 2016, Regie: Christian Stückl). 
In der Spielzeit 2021/22 debütierte er in der Uraufführung von Like Lovers Do (Memoiren der Medusa) von Sivan Ben Yishai an den Münchner Kammerspielen. In der Spielzeit 2022/23 trat er dort in Nuran David Calis’ Tragödie Das Erbe MİRAS auf.
Sözer übernahm auch einige Film- und Fernsehrollen. In dem Filmdrama Das Wetter in geschlossenen Räumen (2015) spielte er, an der Seite von Maria Furtwängler, den Deutsch-Araber Alec, der eine Affäre mit der wesentlich älteren Fundraiserin Dorothea beginnt, die schließlich aus dem Ruder läuft. Für seine Darstellung des jungen Lovers, der sich aushalten lässt, erhielt er eine Nominierung für den New Faces Award 2016. In der 41. Staffel der ZDF-Krimiserie SOKO München (2016) war in einer Episodenrolle als Josef „Jo“ Admir zu sehen.
Im Wiener Tatort: Schock (Erstausstrahlung: 22. Jänner 2017) spielte Sözer eine Nebenrolle; er verkörperte Kerem, den Freund von Oberstleutnant Moritz Eisners Tochter Claudia (Tanja Raunig), einen verzweifelten, unter Leistungsdruck stehenden, tablettenabhängigen Studenten, der Mitglied einer Gruppe politischer Aktivisten ist. In der 43. Staffel der ZDF-Krimiserie SOKO München (Dezember 2017) war Sözer erneut zu sehen, dieses Mal in einer Episodenhauptrolle als tatverdächtiger Comiczeichner Farin Cetin. In der 23. Staffel der ZDF-Krimiserie Die Rosenheim-Cops (2023) hatte er eine Episodenrolle als tatverdächtiger Vorsitzender des Vereins „Bierfreunde Oberbayern“. In der 2. Staffel der ZDF-Serie Hotel Mondial (2023) übernahm er eine Episodenhauptrolle als Bestsellerautor von Beziehungsratgebern. In der 9. Staffel der Fernsehserie In aller Freundschaft – Die jungen Ärzte (2024) spielte er eine der Episodenhauptrollen als kumpelhafter junger Vater, der mit der Verantwortung für seinen Sohn völlig überfordert ist und abhaut, anstatt für seinen Sohn da zu sein.
In einem im Februar 2021 im SZ-Magazin veröffentlichten Interview outete sich Sözer gemeinsam mit 185 lesbischen, schwulen, bisexuellen, queeren, nicht-binären und trans* Schauspielern. Gemeinsam mit Eva Meckbach und Karin Hanczewski initiierte er die Initiative #actout, um in der Gesellschaft mehr Akzeptanz zu gewinnen und um in seiner Branche mehr Anerkennung in Film, Fernsehen und auf der Bühne zu fordern. Sözer lebt in München.

## Filmografie (Auswahl)
- 2014: Halbe Treppe (Kurzfilm)
- 2015: Das Wetter in geschlossenen Räumen
- 2016: Karussell
- 2016: SOKO München (Fernsehserie; Folge: Warmes Bier geht nicht)
- 2017: Tatort: Schock (Fernsehreihe)
- 2017: Unter Verdacht (Fernsehreihe; Folge: Verlorene Sicherheit, Teil I)
- 2017: SOKO München (Fernsehserie; Folge: Jadas Welt)
- 2019: SOKO Donau (Fernsehserie; Folge: Dünne Luft)
- 2021: Kanzlei Berger (Fernsehserie; Folge: Der freie Wille)
- 2021: Das Quartett (Fernsehreihe; Folge: Die Tote vom Balkon)
- 2023: Die Rosenheim-Cops (Fernsehserie; Folge: Eine ganz krumme Tour)
- 2023: Hotel Mondial (Fernsehserie; Folge: Ratschläge sind auch Schläge)
- 2024: In aller Freundschaft – Die jungen Ärzte (Fernsehserie; Folge: Hierarchien)